# Takuya Koyama
Takuya Koyama (小山 拓哉 Koyama Takuya?), född 20 april 1997 i Tokyo prefektur, är en japansk fotbollsspelare.
Koyama började sin karriär 2016 i FC Tokyo.